# Harry Brandelius
Harry Torbjörn Brandelius, född 14 juni 1910 i Maria Magdalena församling i Stockholm, död 5 september 1994 i Kungsholms församling i Stockholm, var en svensk schlager- och vissångare. 

## Biografi
Då Harry Brandelius föddes var modern Hanna Olsson, som var frisör, inte gift med fadern Tord Brandelius, som var redaktör, och därför hade han fram till tonåren sin mors efternamn Olsson. I 15-årsåldern fick han istället faderns efternamn Brandelius. Föräldrarna hade gemensamt även sonen Erik Brandelius som blev advokat och far till journalisten Pia Brandelius.
Harry Brandelius avlade realskoleexamen 1927 och studerade därefter vid Stockholms handelsgymnasium 1927–1929. Han kom därefter att vara verksam som handelsman, och arbetade bland annat 1936–1938 som turistledare för resor till kontinenten.
Han debuterade på scenen 1930 och som radio- och grammofonsångare 1932. Hans skivdebut var med Folke Anderssons orkester med sången Midt i natten (Miss i nassen) (HMV X 4026), som spelades in 16 september 1932. Brandelius slog igenom år 1938 med sången Han hade seglat för om masten. Han gjorde också succé med andra sånger så som Inga stora, bevingade ord, Nordsjön, Med en enkel tulipan, En sjöman älskar havets våg och Vind i seglen.
Han var så populär att han blev korad till århundradets schlagerartist. Brandelius hade också hängivna lyssnare i andra länder såsom i Norge och bland utvandrade skandinaver i USA där han gjorde flera turnéer. Brandelius samarbetade med bland andra Ulla Billquist och Carl Jularbo. I Norge turnerade han även under den tyska ockupationen på 1940-talet, men då han kritiserat tyskarna öppet på scen tvingades han lämna landet i hast. Detta medförde dock att han blev mycket populär och folkkär i Norge, en popularitet som han behöll under återstoden av livet.
På 1980-talet gjordes en musikvideo med Brandelius sjungande Nordsjön. Videon visades i Nöjesmassakern.
Harry Brandelius dog 1994 och är begravd i den Neumanska familjegraven på Angelstads kyrkogård i Småland.

### Privatliv
Brandelius var gift tre gånger, första gången 1939–1944 med Gun Brandelius, född Sundström, andra gången 1944–1964 med Ingalill Rossvald, som även var hans ackompanjatör (dragspel) under många år, och tredje gången från 1966 med journalisten Eva Neuman(1920–1987), dotter till konstnären Carl Bernhard Neuman och Florence Wahlinder. Tillsammans med Rossvald fick han fyra barn: Christer, Harriet, Catharina och Peter. 
Harry Brandelius var farbror till journalisten Pia Brandelius och farfars bror till musikern Uje Brandelius.

## Filmografi i urval
- 1938 – Storm över skären
- 1939 – Melodin från Gamla Stan
- 1940 – Kronans käcka gossar
- 1949 – Hur tokigt som helst